# Corinna Martini
Pour les articles homonymes, voir Martini.
Corinna Martini (née le 19 juin 1985 à Winterberg, en Rhénanie-du-Nord-Westphalie) est une lugeuse allemande. Elle débute en Coupe du monde en 2006-2007, et monte sur son premier podium à Oberhof cette saison. En 2011-2012, elle réalise sa meilleure saison avec deux podiums dont une victoire à Winterberg et une 5e place aux mondiaux d'Altenberg.

## Palmarès
- Coupe du monde
  - Meilleur classement général : 4e en 2012.
  - 4 podiums dont 1 victoire (Winterberg, le 22 janvier 2012).
- Championnats d'Europe
  -  médaille d'argent du simple en 2010 à Sigulda.
  -  médaille de bronze par équipes en 2010 à Sigulda.
  -  médaille de bronze du simple en 2012 à Paramonovo.